# Michaelis-Menten-ligningen
Michaelis-Menten-ligningen er inden for kemi en ligning, der beskriver initialreaktionshastigheden. dvs. reaktionshastigheden i begyndelsen fra substrat til produkt, hvor reaktionen er katalyseret af et enzym. Modellen blev oprindeligt formuleret af Leonor Michaelis og Maud Menten.

## Modellen
Modellen handler om en reaktion på formen:
{\displaystyle {\begin{aligned}{\text{E}}+{\text{S}}{\underset {k_{-1}}{\overset {k_{1}}{\begin{smallmatrix}\displaystyle \longrightarrow \\\displaystyle \longleftarrow \end{smallmatrix}}}}{\text{ES}}{\overset {k_{2}}{\longrightarrow }}{\text{E}}+{\text{P}}\end{aligned}}}
hvor E er enzymet, S er substratet, ES er enzym-substrat-komplekset, og P er produktet.
Initialreaktionshastigheden, hvormed P dannes, er givet ved:
{\displaystyle v_{0}={\frac {V_{max}[{\text{S}}]}{K_{m}+[{\text{S}}]}}}
Her er {\displaystyle v_{0}} initialraten, {\displaystyle V_{max}} den maksimale reaktionshastighed, {\displaystyle [S]} substratkoncentrationen, og {\displaystyle K_{m}} er Michaelis-konstanten.
Ved substratkoncentrationer meget lavere end Michaelis-konstanten reducerer ligningen til
{\displaystyle v_{0}={\frac {V_{max}[{\text{S}}]}{K_{m}}}}
Her udvikler reaktionshastigheden sig altså lineært med substratkoncentrationen. Ved substratkoncentrationer meget højere end Michaelis-konstanten reducerer ligningen til
{\displaystyle v_{0}={\frac {V_{max}[{\text{S}}]}{[{\text{S}}]}}=V_{max}}
Her udvikler reaktionshastigheden sig altså stort set ikke med substratkoncentrationen, men er på et konstant maksimum. På billedet ses den resulterende graf for reaktionshastigheden over substratkoncentrationen.
Når hastigheden svarer til det halve af {\displaystyle V_{max}}, er substratkoncentrationen lig med Michaelis-Menten-konstanten:
{\displaystyle {\begin{aligned}{\frac {V_{max}}{2}}&={\frac {V_{max}[{\text{S}}]}{K_{m}+[{\text{S}}]}}\\{\frac {1}{2}}&={\frac {[{\text{S}}]}{K_{m}+[{\text{S}}]}}\\K_{m}+[{\text{S}}]&=2[{\text{S}}]\\K_{m}&=[{\text{S}}]\end{aligned}}}

### Udledning
Modellen kan udledes ved først at antage, at reaktionshastigheden for produktet er proportional med koncentrationen af ES:
{\displaystyle v_{0}=k_{2}[{\text{ES}}]}
Reaktionen fra E og S til ES er:
{\displaystyle v_{1}=k_{1}[{\text{E}}][{\text{S}}]}
Og tilbage:
{\displaystyle v_{-1}=k_{-1}[{\text{ES}}]}
Det antages, at der er opstået ligevægt, således at koncentrationen af ES er konstant. Dermed må de tre reaktionshastigheder udligne hinanden:
{\displaystyle {\begin{aligned}v_{1}&=v_{-1}+v_{0}\\k_{1}[{\text{E}}][{\text{S}}]&=(k_{-1}+k_{2})[{\text{ES}}]\\{\frac {k_{1}}{k_{-1}+k_{2}}}&={\frac {[{\text{ES}}]}{[{\text{E}}][{\text{S}}]}}\\K_{m}&={\frac {[{\text{E}}][{\text{S}}]}{[{\text{ES}}]}}\end{aligned}}}
hvor
{\displaystyle K_{m}\equiv {\frac {k_{-1}+k_{2}}{k_{1}}}}
Enzymkoncentrationen må være den oprindelige koncentration {\displaystyle [{\text{E}}]_{0}} minus koncentrationen af enzym-substrat-komplekset:
{\displaystyle [{\text{E}}]=[{\text{E}}]_{0}-[{\text{ES}}]}
Substratkoncentrationen antages ikke at have ændret sig betydeligt. Disse antagelser indsættes, og {\displaystyle [{\text{ES}}]} isoleres:
{\displaystyle {\begin{aligned}K_{m}&={\frac {([{\text{E}}]_{0}-[{\text{ES}}])[{\text{S}}]}{[{\text{ES}}]}}\\K_{m}&={\frac {[{\text{E}}]_{0}[{\text{S}}]-[{\text{ES}}][{\text{S}}]}{[{\text{ES}}]}}\\K_{m}[{\text{ES}}]&=[{\text{E}}]_{0}[{\text{S}}]-[{\text{ES}}][{\text{S}}]\\(K_{m}+[{\text{S}}])[{\text{ES}}]&=[{\text{E}}]_{0}[{\text{S}}]\\{\text{[ES]}}&={\frac {[{\text{E}}]_{0}[{\text{S}}]}{K_{m}+[{\text{S}}]}}\end{aligned}}}
Ved at gange {\displaystyle k_{2}} på fås Michaelis-Menten-ligningen:
{\displaystyle {\begin{aligned}v_{0}&=k_{2}{\frac {[{\text{E}}]_{0}[{\text{S}}]}{K_{m}+[{\text{S}}]}}\\v_{0}&={\frac {V_{max}[{\text{S}}]}{K_{m}+[{\text{S}}]}}\\\end{aligned}}}
hvor
{\displaystyle V_{max}=k_{2}[{\text{E}}]_{0}}
Jo større den tilsatte enzymkoncentration er, jo større hastighed vil reaktionen altså have mulighed for at forløbe med.